# Шумане
Шумане је насеље у Србији у општини Лебане у Јабланичком округу. Према попису из 2022. било је 1.114 становника.

## Демографија
У насељу Шумане живи 1200 пунолетних становника, а просечна старост становништва износи 39,5 година (38,1 код мушкараца и 41,0 код жена). У насељу има 469 домаћинстава, а просечан број чланова по домаћинству је 3,23.
Ово насеље је великим делом насељено Србима (према попису из 2002. године), а у последња три пописа, примећен је пад у броју становника.
|  |

| Демографија | Демографија | Демографија |
| Година      | Становника  | Становника  |
| ----------- | ----------- | ----------- |
| 1948.       | 1.374       |             |
| 1953.       | 1.514       |             |
| 1961.       | 1.613       |             |
| 1971.       | 1.669       |             |
| 1981.       | 1.695       |             |
| 1991.       | 1.674       | 1.633       |
| 2002.       | 1.515       | 1.580       |
| 2011.       | 1.394       |             |
| 2022.       | 1.114       |             |

| Етнички састав према попису из 2002.‍ | Етнички састав према попису из 2002.‍ | Етнички састав према попису из 2002.‍ | Етнички састав према попису из 2002.‍ | Етнички састав према попису из 2002.‍ |
| ------------------------------------ | ------------------------------------ | ------------------------------------ | ------------------------------------ | ------------------------------------ |
|                                      |                                      |                                      |                                      |                                      |
| Срби                                 | Срби                                 |                                      | 1.508                                | 99,53%                               |
| Роми                                 | Роми                                 |                                      | 2                                    | 0,13%                                |
| Македонци                            | Македонци                            |                                      | 1                                    | 0,06%                                |
| непознато                            | непознато                            |                                      | 3                                    | 0,19%                                |

| Година пописа     | 1948. | 1953. | 1961. | 1971. | 1981. | 1991. | 2002. |
| ----------------- | ----- | ----- | ----- | ----- | ----- | ----- | ----- |
| Број домаћинстава | 204   | 219   | 273   | 333   | 390   | 446   | 469   |

| Број чланова      | 1  | 2   | 3  | 4   | 5  | 6  | 7  | 8 | 9 | 10 и више | Просек |
| ----------------- | -- | --- | -- | --- | -- | -- | -- | - | - | --------- | ------ |
| Број домаћинстава | 57 | 132 | 84 | 103 | 50 | 28 | 11 | 2 | 1 | 1         | 3,23   |

| Пол    | Укупно | Неожењен/Неудата | Ожењен/Удата | Удовац/Удовица | Разведен/Разведена | Непознато |
| ------ | ------ | ---------------- | ------------ | -------------- | ------------------ | --------- |
| Мушки  | 637    | 157              | 423          | 39             | 15                 | 3         |
| Женски | 621    | 74               | 435          | 99             | 13                 | 0         |
| УКУПНО | 1.258  | 231              | 858          | 138            | 28                 | 3         |

| Пол    | Укупно                    | Пољопривреда, лов и шумарство | Рибарство                            | Вађење руде и камена | Прерађивачка индустрија       |
| ------ | ------------------------- | ----------------------------- | ------------------------------------ | -------------------- | ----------------------------- |
| Мушки  | 394                       | 156                           | 0                                    | 1                    | 102                           |
| Женски | 194                       | 63                            | 0                                    | 0                    | 87                            |
| УКУПНО | 588                       | 219                           | 0                                    | 1                    | 189                           |
| Пол    | Производња и снабдевање   | Грађевинарство                | Трговина                             | Хотели и ресторани   | Саобраћај, складиштење и везе |
| Мушки  | 7                         | 41                            | 23                                   | 4                    | 7                             |
| Женски | 0                         | 1                             | 13                                   | 2                    | 1                             |
| УКУПНО | 7                         | 42                            | 36                                   | 6                    | 8                             |
| Пол    | Финансијско посредовање   | Некретнине                    | Државна управа и одбрана             | Образовање           | Здравствени и социјални рад   |
| Мушки  | 0                         | 2                             | 18                                   | 8                    | 5                             |
| Женски | 0                         | 0                             | 4                                    | 7                    | 6                             |
| УКУПНО | 0                         | 2                             | 22                                   | 15                   | 11                            |
| Пол    | Остале услужне активности | Приватна домаћинства          | Екстериторијалне организације и тела | Непознато            | Непознато                     |
| Мушки  | 5                         | 0                             | 0                                    | 15                   | 15                            |
| Женски | 0                         | 0                             | 0                                    | 10                   | 10                            |
| УКУПНО | 5                         | 0                             | 0                                    | 25                   | 25                            |